# Euro-Graffiti-Union

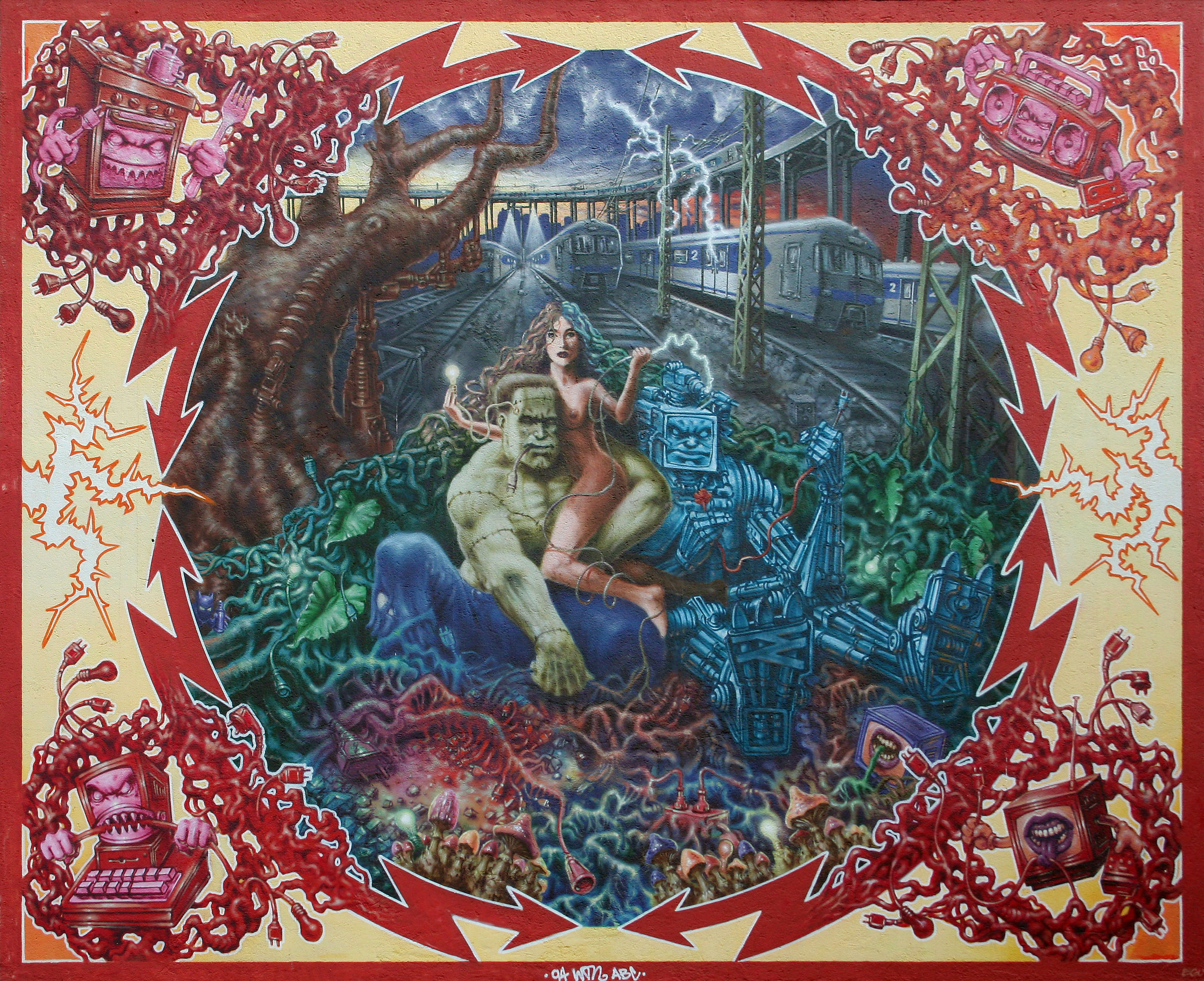
EGU-Auftragsarbeit von WON ABC am Münchner Elisabethmarkt (1994)

Die Euro-Graffiti-Union oder kurz EGU (mit dem Zusatz Gesellschaft für Straßenkunst und Jugendkultur) war eine Graffitiorganisation in den 1980er und 1990er Jahren.

## Geschichte
Die Vereinigung wurde im Oktober 1986 von Peter Kreuzer in München gegründet. Zusammen mit dem so genannten „Sprüheranwalt“ Konrad Kittl (2. Vorsitzender) und dem persönlichen Referenten und Pressesprecher des Präsidenten der Akademie der Bildenden Künste Karsten Rothe (3. Vorsitzender) wollte Kreuzer den jungen Writern die Möglichkeit gegeben, legale Wandbilder zu malen und Auftragsarbeiten zu erhalten. Erklärtes Ziel der Vereinigung war es, dass die Writer „bei Tageslicht und ohne Hast und Furcht das Jugendkunstwerk unserer Zeit“ gestalten können. Des Weiteren wurden Workshops und Veranstaltungen für die Mitglieder organisiert, sodass diese sich austauschen konnten und das Erlernen neuer Techniken möglich war. Binnen kurzer Zeit besaß die Vereinigung in München rund 400 Mitglieder und auch in anderen Städten (beispielsweise Hamburg, Mainz, Dortmund und Heidelberg) wurden EGU-Ortsgruppen gegründet.
Viele der zu dieser Zeit aktiven Writer waren Mitglied in der EGU (darunter beispielsweise Loomit und WON ABC). Da mehrere Writer in der Vergangenheit bereits mit dem Gesetz in Konflikt geraten waren, versuchten sie nun auf legalem Wege Bilder zu malen und Anerkennung für ihr Können erhalten. Dem besonderen Engagement von Kreuzer war es zu verdanken, dass viele Aufträge vermittelt werden konnten. Zu den Auftraggebern zählten u. a. die Stadt München, die Deutsche Bundespost sowie private Firmen und die katholische Kirche.
Trotz anfänglicher Erfolge verlor die Vereinigung im Laufe der Jahre zunehmend an Bedeutung. Viele Mitglieder verließen die EGU und widmeten sich oftmals wieder dem illegalen Malen von Bildern.